# Gongora cruciformis
Gongora cruciformis là một loài thực vật có hoa trong họ Lan. Loài này được Whitten & D.E.Benn. mô tả khoa học đầu tiên năm 1994.